# Cementiri de San Justo

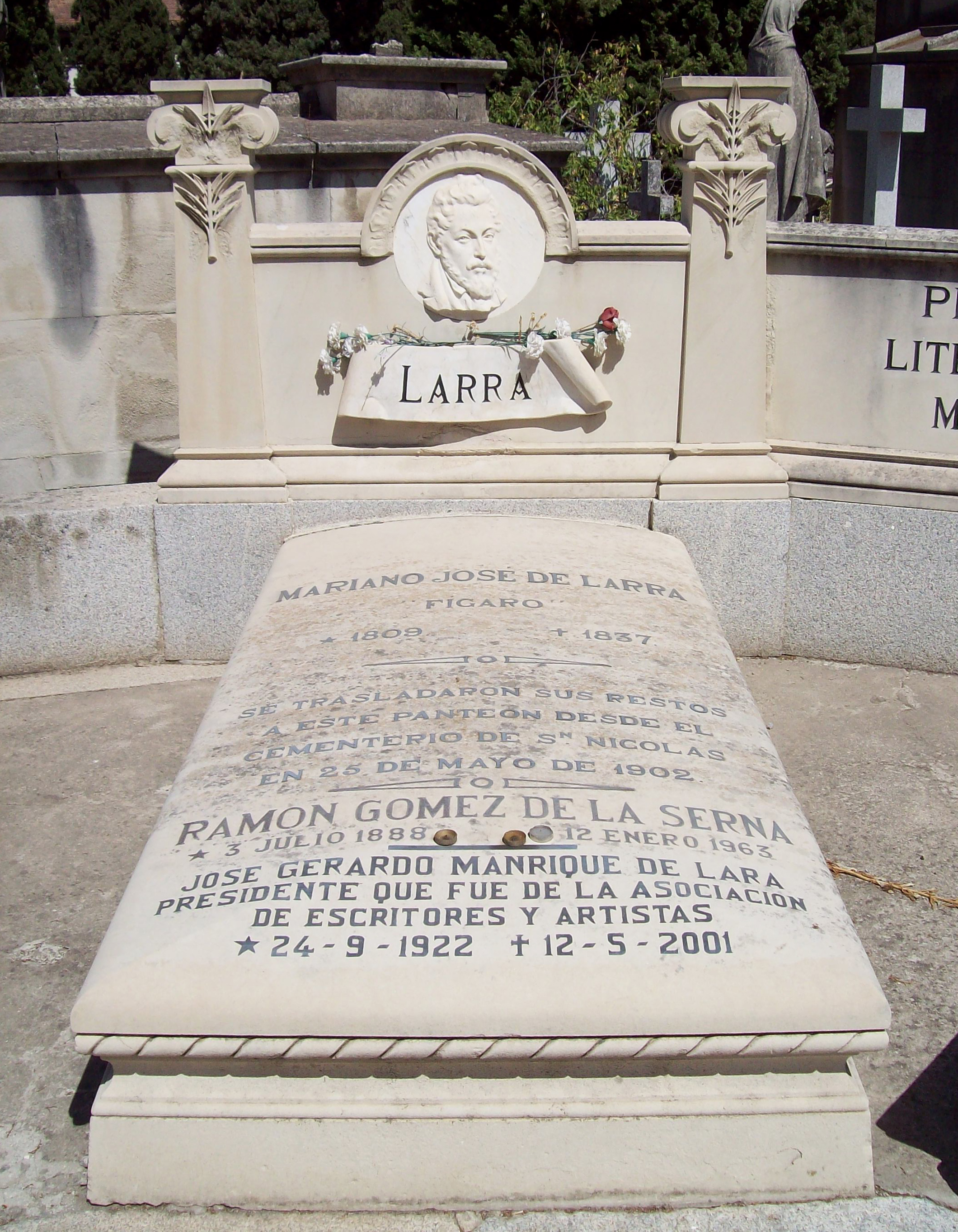
Tomba de Mariano José de Larra i Ramón Gómez de la Serna al cementiri de San Justo.

El cementiri de San Justo, el nom complet del qual és el de cementiri de la Sacramental de San Justo, San Millán i Santa Cruz, a Madrid, Espanya, és un cementiri que segueix actiu en l'actualitat, separat per una tàpia del Cementiri de San Isidro, que al principi es va dir de San Pedro i San Andrés. Es troba entre el passeig de l'Ermita del Santo i la Via Carpetana, al districte de Carabanchel. La seva entrada està en el número 70 de l'esmentat passeig de l'Ermita del Santo.
Va ser construït en 1847 al Cerro de las Ánimas igual que el de San Pedro i San Andrés. Al principi només tenia un pati, el de San Miguel, on es troba la capella i a l'altar de la qual està l'efígie de Sant Miquel del convent franciscà dels Àngels.
Hi són enterrats importants personatges literaris del segle xix com Larra, José de Espronceda, Bretón de los Herreros, Ramón de Campoamor, els germans Álvarez Quintero, Adelardo López de Ayala, Emilio Carrére, Manuel Tamayo y Baus. Les restes dels compositors Federico Chueca i els de Ruperto Chapí també s'hi troben, igual que els del pintor Vicente Palmaroli, els polítics Ramón Nocedal i Pedro Sainz Rodríguez o l'actor Manuel Dicenta.
També es troben en aquest cementiri les restes d'Ana María Delgado Briones, més coneguda com a Anita Delgado, qui va ser maharaní de Kapurthala; els de Pastora Imperio, en una zona del cementiri que està coberta al costat de l'entrada del Passeig de l'Ermita del Santo; els dels pares i el germà de Camilo José Cela; els del capità general de Cuba de 1887 a 1889 Sabas Marín y González; els del periodista i autor teatral Francisco Javier de Burgos y Sarragoiti, el metge Gregorio Marañón, la seva esposa, sogres, el seu únic fill home Gregorio Marañón Moya i un besnet, o els del general Vicent Rojo Lluch.
En 1902, l'Associació d'Escriptors i Artistes va construir el panteó on protegir i anar agrupant les cendres dels personatges més il·lustres en les lletres i les arts. Aquest panteó va ser dissenyat per Enrique María Repullés y Vargas. Els primers a ocupar aquest panteó van ser José de Espronceda, Mariano José de Larra i Eduardo Rosales. Posteriorment, s'han inhumat en aquest lloc les restes de Leandro Fernández de Moratín, Ramón Gómez de la Serna, Maruchi Fresno, Carmen Conde, Luis Escobar, Rafaela Aparicio i més recentment Sara Montiel, entre d'altres.

## Enterraments per patis

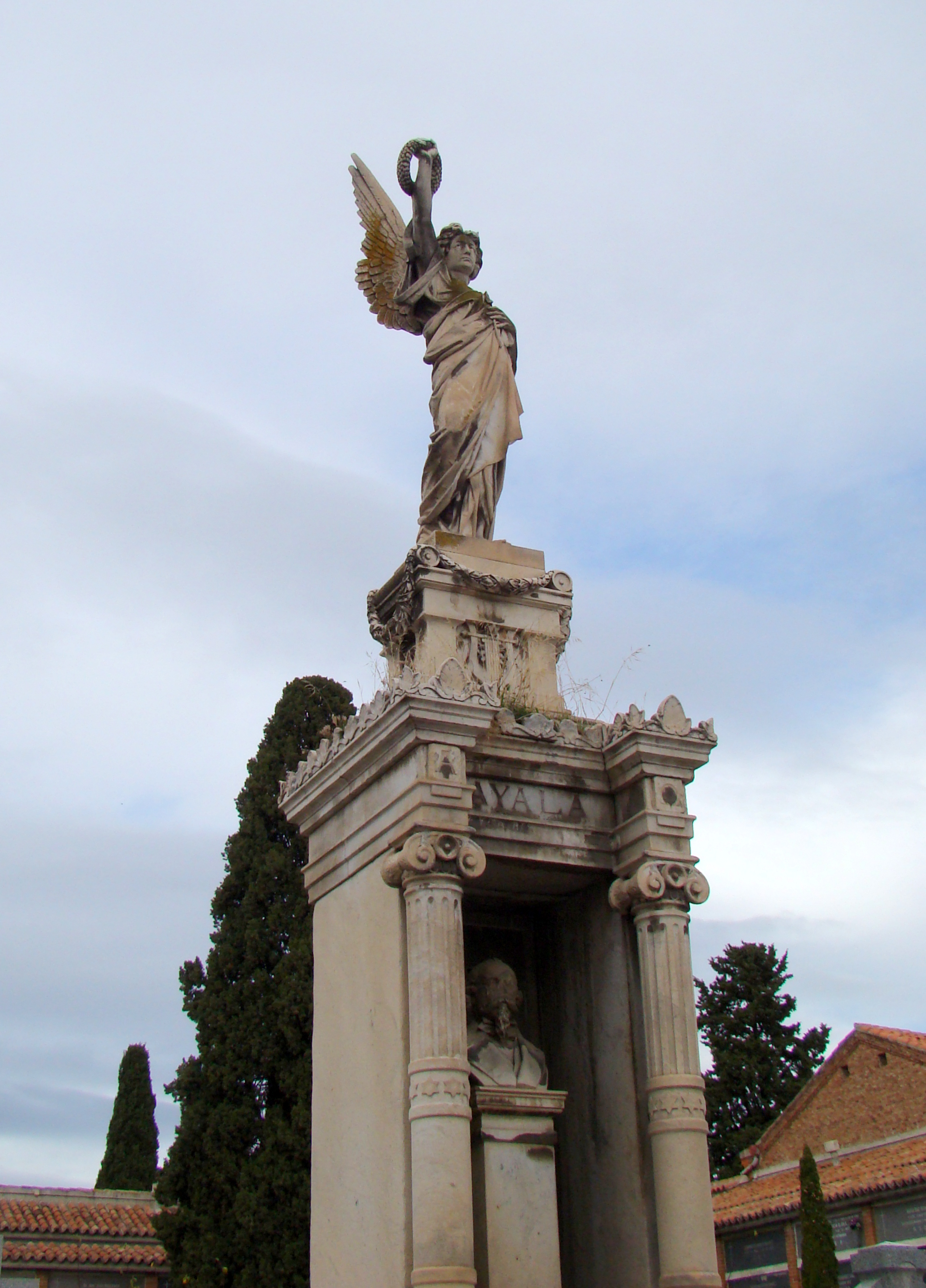
Monument funerari en honor d'Adelardo López de Ayala. L'escultura és obra dels germans Venanci i Agapit Vallmitjana.

- Pati de San Miguel: Manuel Cullell, sagristà de San Millán qui aconseguí sobreviure als afusellaments del 2 de maig de 1808 (és el primer enterrament de la Sacramental), el poeta Nicasio Gallego, els pintors Jenaro Pérez Villaamil i Carlos García Alcolea, el polític José Ramón Rodilla Galloso, el torero Fuentes Bejarano i el jutge Pereda.

- Pati de San Justo: Els poetes Antonio Gil de Zárate i Adelardo López de Ayala, els pintors Balaca i Antonio María Esquivel, el comandant Villamartín, els generals Joaquín Ysasi Ysasmendi i Villacampa, els marquesos de Novaliches, Linares i Cubas, l'escultor Agustín Querol, els juristes José María Ruiz de Velasco i José Castán Tobeñas, el torero Rafael Vega de los Reyes (gitanillo de Triana), el matemàtic Alejandro Oliván, els ministres Antonio López de Córdoba, Antonio Luis de Arnáu i Demetrio O'Daly Fernández Puente, els polítics Antonio María Escudero Milquiensen, Félix Alcalá Galiano i Casimiro Clemente de la Roza, la creadora de la nina "Mariquita Pérez" Francisca Coello de Portugal i el músic José Graniza.

- Pati de Santa Cruz: Els polítics Augusto de Ulloa i Eugenio Moreno López, el doctor Gregorio Marañón, el periodista Miguel Moya,[2] l'enginyer Juan de Ribera, l'historiador Valentín Carderera autor de la iconografia espanyola i l'advocat José Juan Navarro de los Paños defensor de Luis Candelas.

- Pati de Santa Catalina: Els escriptors Felipe Picatoste i José Joaquín de Mora, el pintor Castro Palencia, el poeta cubà Calixto Bernal, el jurista Ignacio Izquierdo i el torero Rafael Martín Vázquez.

- Pati de San Millán: l'escultor Sabino Medina, l'arquitecte Antonio López Aguado, el paisatgista Carlos Haes, els generals Cassola, Ros de Olano i Bazaine qui protagonitzà la rendició de Metz en la caiguda del II Imperi Francès, el novel·lista i poeta Manuel Fernández González, l'editor Agustín Sáez de Jubera, el compositor Baltasar Saldoni, els polítics Benito Gutiérrez, Francisco de Rios Rosas, el comte de Puñoenrostro, el dramaturg José Campo Arana, el cantaor flamenc Porrinas de Badajoz, el periodista Julián de Reoyo, el cantant Manuel Sanz Torroba, el pedagog Manuel Carderera.

- Pati de Santa Gertrudis: És el més gran del cementiri i està dividit en seccions. Hi estan inhumats, entre altres: els pintors Martíne Rincón, Lapayese, Eduardo Rosales, Vicente Palmaroly i Eduardo Chicharro, els músics i compositors Federico Chueca, Chapí i Federico Moreno Torroba, els metges Juan Sanz Ramos, doctor Llorente i Felipe Monlau, els literats Mariano José de Larra i Aureliano Fernández-Guerra, el pianista Dámaso Zabalza, el cronista de la Vila Hilario Peñasco, el cantant Jorge Ronconi, els poetes José Espronceda, Manuel Bretón de los Herreros, Antonio Fernández Grilo, Manuel de Palacio, Francisco Villaespesa i Juan Pascual Zorrilla, el marquès de Llano Hipólito González, els comtes de Limpia, els marquesos de Vistabella, el marquès d'Araciel, el primer marquès de Valdeiglesias Ignacio José Escobar, l'economista Manuel Colmeiro, els generals Manuel Díez Alegría, Regalado, Fernando Fernández de Cordova y Valcarcel i Manuel Pavía Rodríguez de Alburquerque, els periodistes Juan Álvarez de Lorenzana i Antolín García, l'alcalde de Madrid Manuel María José de Galdo, la novel·lista Blanca de los Ríos, els actors Antonio García Gutiérrez, Manuel Dicenta, Luis Escobar, Antonio Rico, Rafael Calvo, Ricardo Calvo, Joaquín Arjona, Fernando Ossorio, Antonio Guzmán i Carlos Latorre, la famosa actriu del XIX Jerónima Llorente, els escriptors Eduardo Marquina, Jorge Uscatescu, Rafael Cansino, Luis Vidart, Gaspar Núñez de Arce, Ramón Gómez de la Serna i Juan Eugenio Hartzenbusch creador de "los amantes de Teruel", l'escriptora Mercedes Ballesteros, els comediògrafs germans Álvarez Quintero, el cirurgià Máximo García de la Torre, el literat Josep de Letamendi, el catedràtic Pedro Sainz Rodríguez, el naturalista i farmacèutic Lorenzo Gómez Pardo, l'empresari teatral Cándido Lara, l'autor teatral Manuel Tamayo y Baus, el ministre Santiago Ortiz de Mendivil, la soprano Lucrecia Arana, el tenor José Mardones i el poeta Gustavo Adolfo Rosado Lora.

- Pati de Nuestra Señora del Perpetuo Socorro: el ministre Alberto Martín Artajo, l'escriptor Julián Escudero Picazo, el pintor José Ramón de Zaragoza i l'acadèmic José Forns Quadrado.

- Pati: l'escultor Rafael Romero Flores, l'escriptor Adriano del Valle

- Pati: el periodista Julio Camba, el poeta Manuel Altoaguirre, el literat Ramón Menéndez Pidal, l'actor José Luis Ozores, la princesa de Kapurthala Anita Delgado i l'escriptora Carmen Conde.

- Pati del Santísimo Sacramento: l'arqueòleg Manuel Gómez Moreno, el banquer president de Banesto José María Aguirre, els músics Grandio (pare i fill) i el component del grup musical "Los Bravos" Manuel Fernández Aparicio.

- Pati de las Ánimas: els actors Erasmo Pascual i Rafaela Aparicio

- Pati de San José i San Pedro: la bailaora Pastora Imperio.